# 斐迪南·冯·齐柏林
斐迪南·阿道夫·海因里希·奥古斯特·冯·齐柏林伯爵（1838年7月8日—1917年3月8日），德国贵族、工程师和飞行员。出生于巴登大公国的康斯坦茨（现属于德国巴登-符腾堡州）。
他是人类航空史的重要人物之——他发明了齐柏林飞艇。同时他还创建了齐柏林飞艇公司（Zeppelin airship company）。

## 早年经历
斐迪南·冯·齐柏林于1838年7月8日出生在德国博登湖畔康斯坦茨的一个贵族世家。他的父亲弗里德里希·冯·齐柏林是巴登大公国的内廷总监。与其他贵族家庭的孩子一样，他从小接受私人教师的教育。小时候，他就对机械和新奇的技术表现出了极大的兴趣。1853年，他前往位于斯图加特的综合科技学校上学。1855年，他前往路德维希堡的军校上学，随后入伍，开始了他的军人生涯。